# Brunnhem Mossagården
Brunnhem Mossagården este o arie protejată (arie specială de conservare — SAC, sit de importanță comunitară — SCI) din Suedia întinsă pe o suprafață de 0,98 ha, integral pe uscat.

## Localizare
Centrul sitului Brunnhem Mossagården este situat la coordonatele 58°18′04″N 13°41′43″E / 58.3011°N 13.6952°E.

## Înființare
Situl Brunnhem Mossagården a fost declarat sit de importanță comunitară în iunie 2001 pentru a proteja un număr necunoscut de specii din flora spontană și fauna sălbatică aflate în arealul zonei. Situl a fost protejat și ca arie specială de conservare în martie 2011.

## Biodiversitate
Situată în ecoregiunea boreală, aria protejată conține 1 habitat natural: Pajiști uscate seminaturale și facies de acoperire cu tufișuri pe substraturi calcaroase (Festuco-Brometalia) (* situri importante pentru orhidee).
La baza desemnării sitului se află un număr nedeclarat de specii protejate.